# São Jorge (Kap Verde)
São Jorge ist ein Dorf mit einem kleinen Hafen und einem von Touristen gern besuchten Strand (Ponta da Salina) an der Westküste der zu Kap Verde gehörenden Insel Fogo. Auf Kreolisch wird der Ort San Jorji genannt.

## Infrastruktur
Mit der rund 20 km entfernten Inselhauptstadt São Filipe und mit Mosteiros, der zweitgrößten Ortschaft der Insel, ist São Jorge über eine gut ausgebaute Straße verbunden. Mehrmals am Tag (nicht an Sonn- oder Feiertagen) ist das Dorf mit den für die Kapverden typischen Aluguer-Bussen zu erreichen. Sie verkehren allerdings nicht nach einem festen Fahrplan, sondern fahren ab, sobald sich genügend Fahrgäste eingefunden haben.
In São Jorge gibt es eine Schule und Einkaufsmöglichkeiten für den täglichen Bedarf, jedoch keine Unterkünfte für Touristen.

## Sehenswürdigkeiten

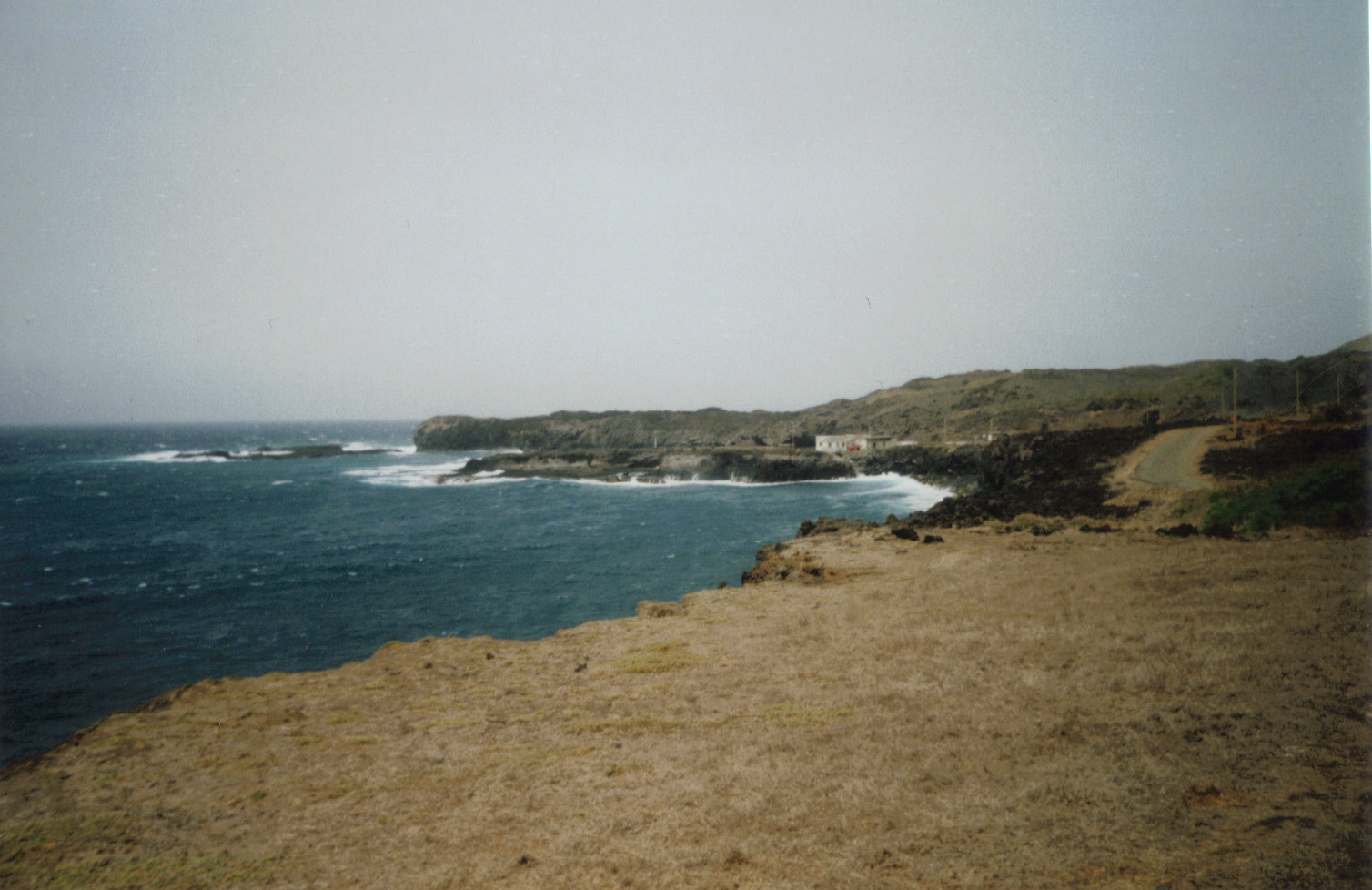
Strand Ponta da Salina

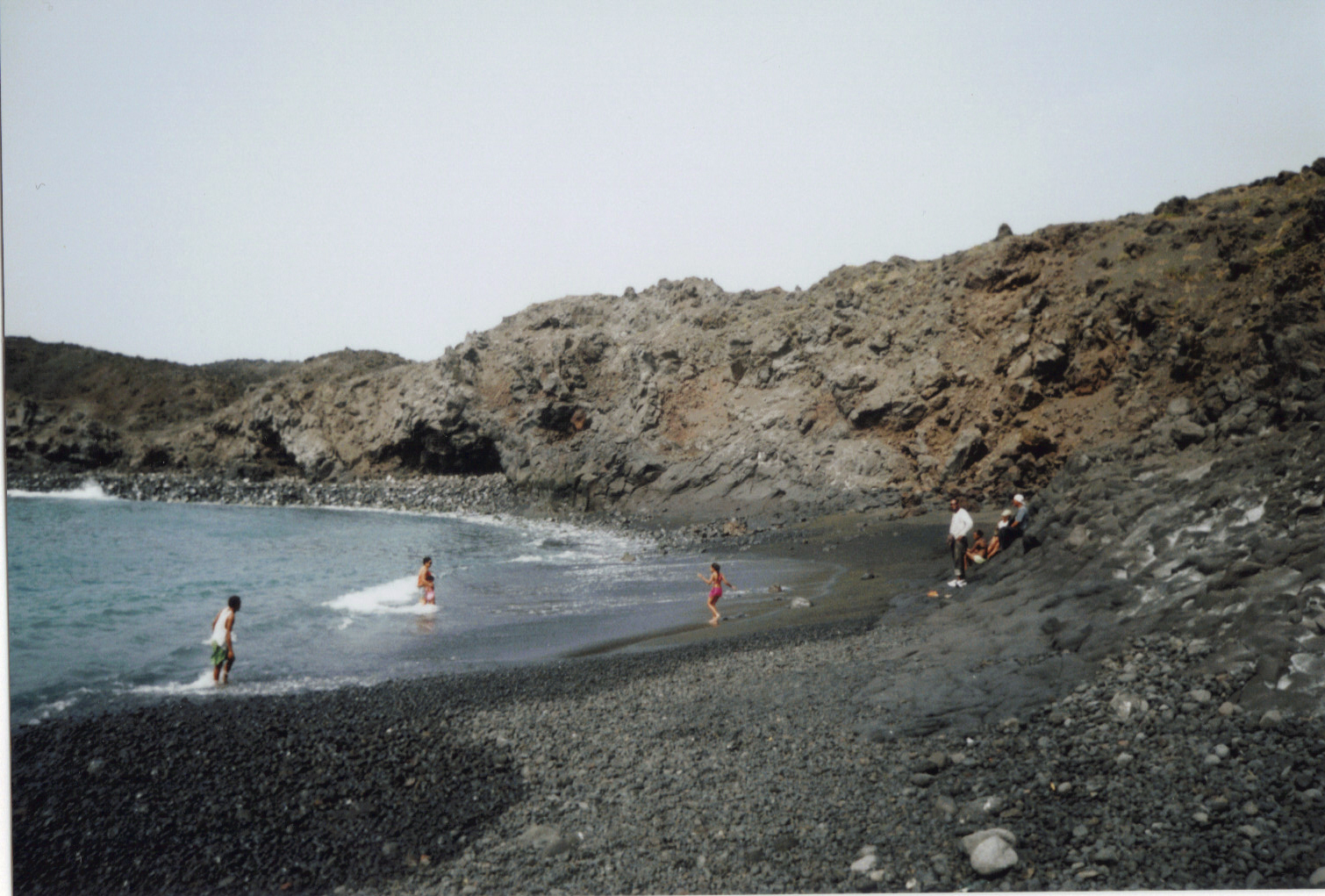
Strand Ponta da Salina

Der Strand Ponta da Salina mit seinem grobkörnigen, schwarzen Sand in der Nähe des Dorfes ist eine der wenigen Stellen auf Fogo, an denen man im Meer baden kann. Er ist ein beliebtes Ausflugsziel der Einwohner von São Filipe. Es handelt sich um einen Naturhafen an einer Bucht aus Basalt, der nur von wenigen Fischern mit kleinen Booten genutzt wird. An der Bucht erheben sich mehrere Felsformationen mit bizarren Formen, und ein besonders markanter, bogenförmiger Fels dient als natürlicher Sprungturm. Bei nicht zu rauer See und nicht zu starkem Wind ist hier Baden möglich.
An der Straße, die vom Dorf zum Strand führt, ist ein alter und von einer Mauer umgebener Friedhof sehenswert. Die meisten der Gräber sind auffallend schlicht gehalten und bestehen aus wenig mehr als einem hölzernen Kreuz ohne Namen. Die wenigen aufwändigeren Grabstätten bilden hierzu einen auffallenden Kontrast.